# Гнур
Гнур (в род.: Γνούρου; в переводе Gnurus) — царь скифов (конец VII — начало VI вв. до н. э.).

## Основные сведения
По генеалогии, приводимой Геродотом (узнавшим её от Тимна), сын Лика, внук Спаргапифа, отец царя Савлия и мудреца Анахарсиса. Имя Гнура также упомянуто без дополнительных данных у Диогена Лаэртского, где он назван отцом Анахарсиса и царя Кадуида, и в схолиях к «Государству» Платона, где Анахарсис — сын Гнура и матери-гречанки.
У более позднего писателя Лукиана Самосатского вместо Гнура отцом Анахарсиса назван Давкет. О. Н. Трубачёв считал, что это другое (греческое) имя или прозвище Гнура.
Историк М. В. Скржинская, ссылаясь на неясность письменных источников и возможность передачи власти у скифов не только от отца к сыну, но и к брату, предположила, что Гнур был не царём, а только членом царского рода, жившим до 90-х гг. VI века.